# Paromphale
Paromphale là một chi bướm đêm thuộc họ Noctuidae.

## Loài
- Paromphale caeca (Swinhoe, 1902)